# Purius sordidus
Purius sordidus är en fjärilsart som beskrevs av Walker 1855. Purius sordidus ingår i släktet Purius och familjen björnspinnare. Inga underarter finns listade.